# Ингемарсдоттер, Ида
Ида Ингемарсдоттер (швед. Ida Ingemarsdotter; род. 26 апреля 1985, Сверг, Емтланд) — шведская лыжница, олимпийская чемпионка 2014 года в эстафете, чемпионка мира 2011 года в командном спринте. Более успешно выступает в спринте.

## Карьера
В Кубке мира Ингемарсдоттер дебютировала в 2004 году, в декабре 2009 года впервые попала в тройку лучших на этапе Кубка мира, в командном спринте. Всего на сегодняшний момент имеет 2 попадания в тройку лучших на этапах Кубка мира, по одному в личном и командном спринте. Лучшим достижением Ингемарсдоттер в общем итоговом зачёте Кубка мира является 15-е место в сезоне 2009-10.
На Олимпиаде-2010 в Ванкувере, приняла участие в четырёх гонках: спринт — 15-е место, дуатлон 7,5+7,5 км — 41-е место, эстафета — 5-е место, масс-старт на 30 км — не финишировала.
За свою карьеру принимала участие в 4 чемпионатах мира, на мировом первенстве 2011 года выиграла в паре Шарлотт Каллой классический командный спринт, а также была второй в эстафете.
Использует лыжи и ботинки производства фирмы Rossignol.